# Norbert Nozy
Norbert H. J. Nozy, né le 9 septembre 1952 à Halen, est un chef d'orchestre et saxophoniste belge.

## Biographie
Norbert Nozy a dirigé la Musique royale des Guides de 1985 à 2003.